# Classici della scienza
I classici della scienza è una collana editoriale pubblicata da UTET. Diretta, a partire dal 1963, da L. Geymonat, ha fornito il corpus fondamentale della tradizione scientifica europea.

## Piano dell'opera
- Galilei Galileo. Opere. A cura di Franz Brunetti, 1964, 2 volumi
- Ippocrate. Opere. A cura di Mario Vegetti, 1965, pp. 458, [6] c. di tav. : ill. 1976, 2 edizione ampliata, pp. 586, [6] c. di tav. : ill. 1996, 3 edizione
- Newton Isaac. Principi matematici della filosofia naturale [Philosophiae naturalis principia mathematica]. A cura di Alberto Pala, 1965, pp. 807, [8] c. di tav. : ill. ristampa: 1977
- Newton Isaac. Scritti di ottica. A cura di Alberto Pala, 1978, pp. 610, tavole
- Cavalieri Bonaventura. Geometria degli indivisibili. A cura di Lucio Lombardo-Radice, 1966, pp. 870, [9] c. di tav., 1 ritr. : ill.
- Opere scientifiche di Réné Descartes

Volume 1. Opere biologiche. A cura di Gianni Micheli 1966, pp. 522, 8 illustrazioni fuori testo, ristampe: 1988, 2000
Volume 2. Discorso sul metodo, La diottrica, Le meteore, La geometria. A cura di Ettore Lojacono, 1983, pp. 704, 4 illustrazioni fuori testo
- Galvani Luigi (1737-1798). Opere scelte. A cura di Gustavo Barbensi, 1967, pp. 526 p., [15] c. di tav. : ill.
- Laplace Pierre Simon de. Opere. A cura di Orietta Pesenti Cambursano, 1967, pp. 734, [8] c. di tav. : ill., ritr.
- Helmholtz Hermann von (1821-1894). Opere. A cura di Vincenzo Cappelletti, 1967, pp. 824, [10] c. di tav. : ill.
- Volta Alessandro (1745-1827). Opere scelte. A cura di Mario Gliozzi, 1967, pp. 655, [14] c. di tav. : ill.
- Malpighi Marcello. Opere scelte. A cura di Luigi Belloni, 1967, pp. 649, [16] c. di tav. : ill.
- Ampère André-Marie. Opere. A cura di Mario Bertolini, 1969, pp. 604 : ill.
- Lamarck Jean Baptiste Pierre Antoine de Monet de. Opere di Jean Baptiste Lamarck. A cura di Pietro Omodeo 1969, pp. 479, [12] c. di tav. : ill.
- Euclide. Gli elementi [Stoicheia], a cura di Attilio Frajese e Lamberto Maccioni, 1970, pp. 1046, [12] c. di tav. : ill. ristampa: 1977
- Kelvin William Thomson. Opere di Kelvin. A cura di Enrico Bellone, 1971, pp. 950, [6] c. di tav. : ill.
- Aristotele. Opere biologiche. A cura di Diego Lanza e Mario Vegetti, 1971, pp. 1314, [18] c. di tav. : ill. ristampa: 1996
- Pasteur Louis. Opere. A cura di Onorato Verona, 1972, pp. 1024, [10] c. di tav. : ill.
- Maxwell James Clerk. Trattato di elettricita e magnetismo [A Treatise on Electricity and Magnetism]. A cura di Evandro Agazzi, 1973, 2 volumi, pp. 826, 684
- Archimede. [Archimedes. Opere]. A cura di Attilio Frajese, 1974, pp. 638, [6] c. tav. : ill. ristampe: 1988
- Torricelli Evangelista. Opere scelte. A cura di Lanfranco Belloni, 1975, pp. 728-(2), 8 illustrazioni fuori testo,
- Boyle Robert (1627-1691). Opere. A cura di Clelia Pighetti, 1977, pp. 974, 8 illustrazioni,
- Galeno [Galenus Claudius]. Opere scelte. A cura di Ivan Garofalo e Mario Vegetti, 1978, pp. 1142, [8] c. di tav. : ill.
- Spallanzani Lazzaro. Opere scelte. A cura di Carlo Castellani, 1978, pp. 1126, [6] c. di tav. : ill.
- Copernico Nicola Opere. A cura di Francesco Barone, 1979, pp. 874, [8] c. di tav. : ill.
- Poincaré Jules Henri. Scritti di fisica-matematica. A cura di Ubaldo Sanzo, 1993, pp. 710, [6] c. di tav. : ill., ristampa: 1995